# Citilink
Citilink è una compagnia aerea a basso costo con sede a Giacarta, Indonesia. È stata fondata nel luglio 2001 come marchio a basso costo di Garuda Indonesia, istituita per garantire collegamenti interni tra le città indonesiane. Dal 30 luglio 2012, Citilink opera ufficialmente come controllata separata di Garuda Indonesia, operando con il proprio nominativo, identificativo di chiamata, logo e uniformi.
Le sue basi principali sono l'aeroporto Internazionale di Soekarno-Hatta e l'aeroporto Internazionale di Juanda. Lo slogan dell'azienda è Better fly, Citilink.

## Storia
Garuda Indonesia ha istituito Citilink come marchio a basso costo nel 2001 e le operazioni sono iniziate il 16 luglio dello stesso anno con due Fokker F28 Fellowship trasferiti dalla flotta principale. Le operazioni iniziali erano da Surabaya sull'isola di Giava verso destinazioni non servite dalla flotta principale di Garuda Indonesia: Yogyakarta; Balikpapan sull'isola del Borneo e Tarakan, nel Kalimantan settentrionale, appena al largo della costa del Borneo; e Makassar sull'isola di Sulawesi. Alla fine del 2001, Garuda aveva trasferito cinque F28 a Citilink. Nel 2004, Citilink serviva dieci destinazioni e Garuda iniziò a sostituire gli F28 con i Boeing 737-300. Nel 2008, Garuda ha sospeso temporaneamente le operazioni di Citilink, rilanciando il marchio nel gennaio 2009 dopo aver sostituito i restanti Fokker F28 con velivoli più moderni. Nel luglio 2010, le operazioni di Citilink erano condotte da due Boeing 737-300 e un Boeing 737-400.

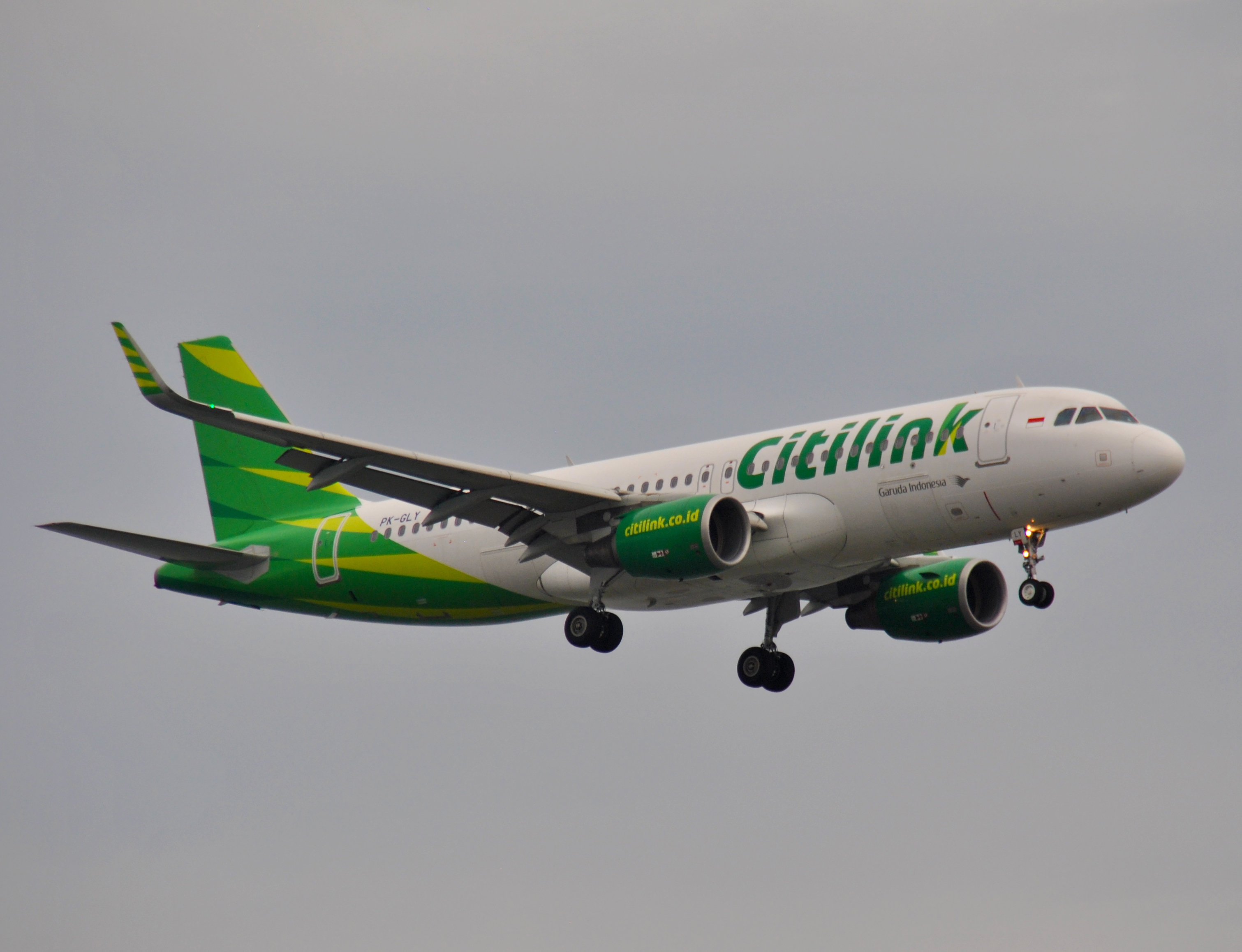
Un Airbus A320-200 in atterraggio a Denpasar nel 2017.

Nel maggio 2011, Garuda ha annunciato i piani per uno spin-off di Citilink. Il nuovo piano aziendale prevedeva che Citilink diventasse un'entità commerciale separata nel primo trimestre del 2012 con una revisione completa del marchio per la compagnia aerea, incluso un nuovo design della livrea; nuovo sito web; un nuovo design degli interni della cabina e uniformi dell'equipaggio di cabina; e nuove strategie pubblicitarie e di marketing. Una parte integrante di questo piano era che Citilink si assicurasse 25 nuovi Airbus A320 e utilizzasse questi nuovi e più economici velivoli per espandersi in una significativa compagnia aerea regionale a basso costo con l'anticipazione che entro il 2015 Citilink avrebbe contribuito al 30% delle entrate di Garuda Indonesia.
Dopo aver ottenuto un certificato di operatore aereo nell'agosto 2012, Citilink aveva trasportato 8 milioni di passeggeri entro la fine del 2013 e operava con un fattore di carico dell'85% e un tasso di puntualità dell'87%. Nel maggio 2015, la flotta era composta da quattro Boeing 737-300, quattro Boeing 737-500 e 34 Airbus A320.
Alla fine del 2019, Citilink ha ricevuto in consegna due Airbus A330-900neo originariamente ordinati da WOW Air, utilizzati per i voli verso Germania, Giappone e Arabia Saudita.

## Servizi

### Cabina
Le cabine degli A320 di Citilink hanno una configurazione standard di 180 posti. Nel luglio 2018, la compagnia ha introdotto il programma "Green Zone". I posti nelle prime cinque file e nelle file di uscita dai finestrini di emergenza sono denominati sedili verdi. Ai passeggeri che desiderano prenotare o richiedere un posto verde o un posto regolare specifico durante la prenotazione o il check-in viene addebitato un determinato costo. Ulteriori vantaggi includono snack, bevande e assicurazione gratuiti.

### Internet in volo
Il 16 gennaio 2019, Citilink è diventato il primo vettore low cost nella regione dell'Asia del Pacifico a offrire Wi-Fi a in volo gratuitamente utilizzando GX Aviation Systems. Il primo con la funzione di connettività è stato il volo QG684 sulla rotta da Giacarta a Denpasar.

## Destinazioni
Fino al 2019, la compagnia operava voli verso destinazioni in Arabia Saudita, Australia, Cambogia, Cina, Indonesia, Malaysia, Singapore, Thailandia e Timor Est. Al 2021, anche a causa della pandemia di COVID-19, i voli si sono ridotti a essere solamente nazionali.

## Flotta

### Flotta attuale

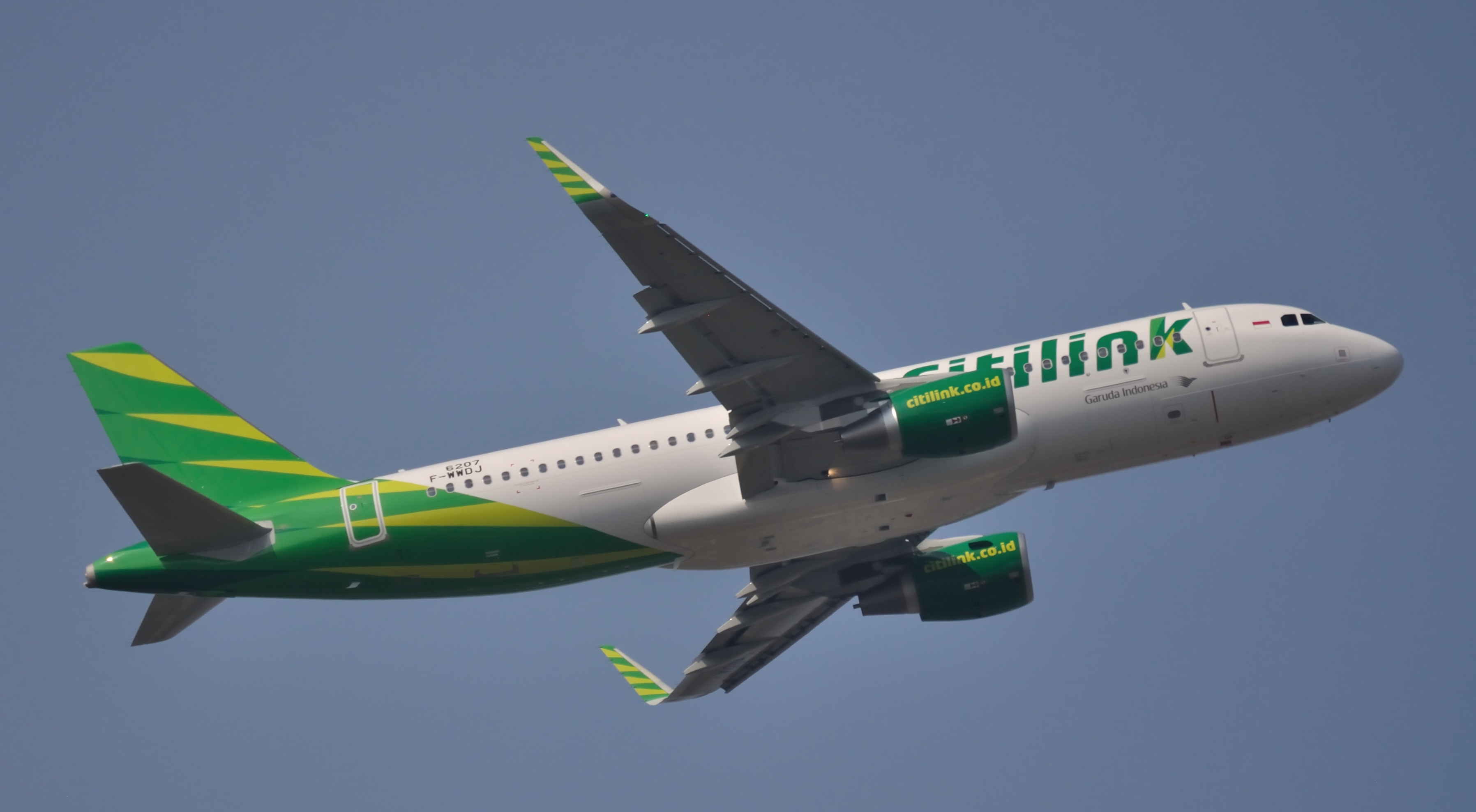
Un Airbus A320-200.

Ad agosto 2024 la flotta di Citilink è così composta:

### Flotta storica

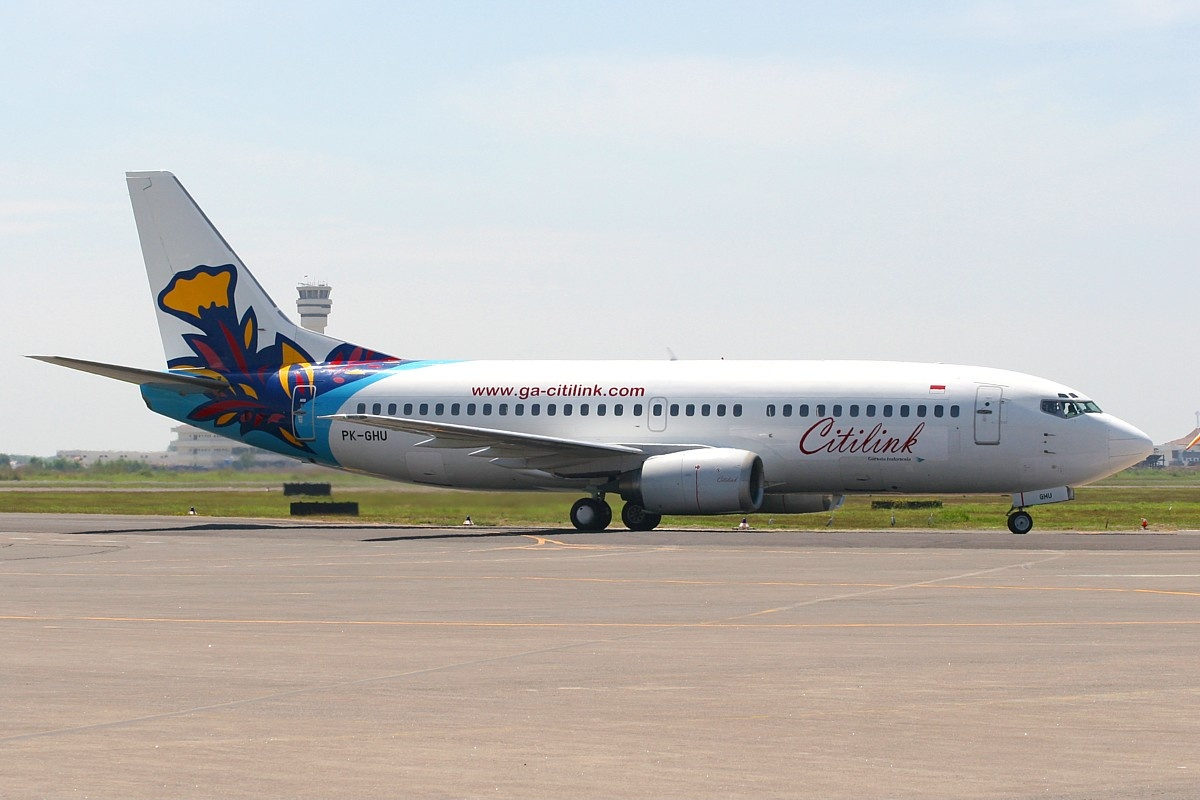
Un Boeing 737-300 nella vecchia livrea nel 2005.

Citilink operava con i seguenti aeromobili: